# 福劳戈·陶马什
福劳戈·陶马什（匈牙利語：Faragó Tamás，1952年8月5日—），匈牙利男子水球运动员。他曾代表匈牙利参加1972年、1976年和1980年夏季奥林匹克运动会水球比赛，共获得一枚金牌、一枚银牌和一枚铜牌。